# Tripedalia binata
Tripedalia binata é uma espécie de água-viva cúbica (Cubozoa) da família Carybdeidae.